# إدواردو دانغلو
إدواردو دانغلو (بالإسبانية: Eduardo D'Angelo) هو ممثل أرجنتيني، ولد في 4 يناير 1939 في مونتفيدو في الأوروغواي، وتوفي بنفس المكان في 18 أكتوبر 2014.

## وصلات خارجية
- إدواردو دانغلو على موقع IMDb (الإنجليزية)